# Víktor Mushtakov
Víktor Alexéyevich Mushtakov –en ruso, Виктор Алексеевич Муштаков– (Barnaúl, 19 de diciembre de 1996) es un deportista ruso que compite en patinaje de velocidad sobre hielo.
Ganó dos medallas de bronce en el Campeonato Mundial de Patinaje de Velocidad sobre Hielo en Distancia Individual de 2019 y una medalla de oro en el Campeonato Europeo de Patinaje de Velocidad sobre Hielo en Distancia Individual de 2020.

## Palmarés internacional
| Campeonato Mundial en Distancia Individual | Campeonato Mundial en Distancia Individual | Campeonato Mundial en Distancia Individual | Campeonato Mundial en Distancia Individual |
| Año                                        | Lugar                                      | Medalla                                    | Prueba                                     |
| ------------------------------------------ | ------------------------------------------ | ------------------------------------------ | ------------------------------------------ |
| 2019                                       | Inzell (Alemania)                          | Medalla de bronce                          | 500 m                                      |
| 2019                                       | Inzell (Alemania)                          | Medalla de bronce                          | Velocidad por equipos                      |
| Campeonato Europeo en Distancia Individual |                                            |                                            |                                            |
| Año                                        | Lugar                                      | Medalla                                    | Prueba                                     |
| 2020                                       | Heerenveen (Países Bajos)                  | Medalla de oro                             | Velocidad por equipos                      |